# فرقة المشاة 111 (الفيرماخت)
فرقة المشاة 111 كانت وحدة رئيسية من الفيرماخت الألماني. تشكلت في أواخر عام 1940 في التوسع الإضافي للجيش الألماني كانت ملتزمة بالحملة ضد روسيا، وقضت 3 سنوات على الجبهة الشرقية. حوصرت أخيرًا في شبه جزيرة القرم ودُمرت في ربيع عام 1944. 

## التاريخ القتالي
في مايو 1941، انتقلت إلى المنطقة التي تحتلها ألمانيا في بولندا، جاهزًة لبدء عملية بربروسا في يونيو. بعد عبور نهر Bug، تقدمت الفرقة عبر Dubno. استمرت الفرقة في دفع قوات الجيش الخامس السوفييت إلى كييف وبحلول نهاية أغسطس، وصلت الفرقة إلى نهر دنيبر شمال العاصمة الأوكرانية، وشكلت جسرًا مع فرق المشاة 113 و 298. في 1 سبتمبر، هاجمت هذه القوات من رأس الجسر وضربت في الجزء الخلفي من الجبهة الثلاثون الروسية، كجزء من عملية التطويق الضخمة حول كييف.    

## التنظيم
في عام 1941 احتوت عليه 
- فوج المشاة الخمسين
- فوج المشاة 70
- فوج المشاة 117
- فوج المدفعية 117

## القادة
- 5 نوفمبر 1940 - 31 ديسمبر 1942 - الجنرال أوتو ستابف
- 1 يناير 1942 - 14 أغسطس 1943 - الجنرال هيرمان ريكاناجيل
- 15 أغسطس 1943 - 29 أغسطس 1943 - اللواء فيرنر فون بولو
- 30 أغسطس 1943 - 31 أكتوبر 1943 - جنرال المشاة الألماني Reknagel
- 1 نوفمبر 1943 - 9 فبراير 1944 - اللواء إريك جرونر
- 10 فبراير 1944 - 22 أبريل 1944 - اللواء كورت آدم